# Nicola Antonio Stigliola
Nicola Antonio Stigliola, noto anche come Colantonio Stelliola (Nola, 1546 – Napoli, 11 aprile 1623), è stato un filosofo, architetto, medico e stampatore italiano.
Amico di Tommaso Campanella e Giordano Bruno, fu un sostenitore dell'eliocentrismo copernicano e dell'ermetismo bruniano. Credeva nelle cosmologie pitagoriche e bruniane, compresa l'idea che i corpi celesti riflettessero la luce e che fossero come la Terra, ovvero coperte da piante e animali.

## Biografia
Studiò Medicina presso l'Università di Salerno, conseguendo la laurea nel 1571, dopodiché andò a vivere a Napoli. Lì pubblicò nel 1577 l'opera Theriace et Mithridatia Libellus, un'apologia in difesa del suo maestro Bartolomeo Maranta contro le accuse mosse dalla scuola medica di Padova. Ciononostante non esercitò quasi mai la professione medica, ma rivolse la sua attenzione ad altri campi del sapere, tra cui l'architettura. Intorno al 1580 divenne topografo della città di Napoli e sviluppò nuovi progetti per le mura e il porto cittadino, nessuno dei quali venne realizzato. Al contempo si dedicò all'insegnamento, arrivando a contare un picco di 400 studenti. Inoltre si cimentò nel mondo dell'editoria, dirigendo una stamperia a Porta Reale dal 1593 al 1606; nell'arco di questo periodo pubblicò diverse opere, di cui ne sono sopravvissute 82. Nel 1595 fu accusato di eresia, ma nel 1596 venne scagionato e liberato. Nel 1612 divenne membro dell'Accademia dei Lincei.

## Opere
- Theriace et Mithridatia Libellus (1577)
- De gli elementi mechanici (1597)
- Encyclopedia pythagorea (1616)
- Telescopio, over ispecillo celeste (1627, postuma)